# Cornuticella jugata
Cornuticella jugata är en mossdjursart som beskrevs av Harmer 1957. Cornuticella jugata ingår i släktet Cornuticella och familjen Catenicellidae. Inga underarter finns listade i Catalogue of Life.